# Саму Кастиехо
Саму Кастиехо (на испански: Samu Castillejo) е испански футболист, полузащитник на малайзийския Джохор Дарул Такзим.

## Кариера

### Малага
Кастиехо дебютира с резервите през 2011 г., само на 16 години, като се състезава в три пълни сезона в Терсера дивисион.
През юни 2014 г. Кастиехо е взет в първия отбор от Хави Грасия за предсезонната подготовка. Той е обявен за играч на мача при 3:1 в контрола срещу Нюкасъл Юнайтед, където той вкарва гол.
На 29 август 2014 г., Кастиехо прави своя официален дебют с първия отбор, като заменя Хуанми, в 57-ата минута в загубата 0:3 срещу Валенсия в Ла лига.

### Виляреал
Кастиехо и неговият съотборник от Малага Саму Гарсия преминават във Виляреал на 18 юни 2015 г., подписвайки за 5 години.

### Милан
Кастиехо подписва с Милан на 17 август 2018 г., като част от сделката за Карлос Бака.